# Джери Пурнел
Джери Пурнел (на английски: Jerry Pournelle) е американски инженер, журналист и писател на произведения в жанра военна научна фантастика и фантастичен трилър. Писал е и под псевдонима Уейд Къртис (Wade Curtis).

## Биография и творчество
Джери Юджийн Пурнел е роден на 7 август 1933 г. в Шривпорт, Луизиана, САЩ. Баща му Пърсивъл Пурнел е изпълнителен директор по радио реклама, а майка му е учителка. Докато е дете семейството се мести в Тенеси и той завършва средното си образоние в Карпелвил. Служи в армията по време на Корейската война. През 1955 г. получава бакалавърска степен по психология, през 1958 г. магистърска степен по психология, а през 1964 г. докторска степен по политически науки от Университета на Вашингтон в Сиатъл.
След дипломирането си работи в компанията „Боинг“ като инженер по човешкия фактор и авиационен психолог. Ръководи Лабораторията на човешкия фактор, където правят пионерски изследвания по отношение на топлинната толерантност на астронавтите в екстремни условия, както и експериментални тестове за сертифициране на системата за кислород за пътниците за Боинг 707. По-късно се включва към дизайнерска и аналитична група като системен анализатор, където участва в стратегически анализ на предлаганите нови оръжейни системи. През 1964 г. се присъединява към „Aerospace Corporation“ в Сан Бернардино, Калифорния, за проект „Project 75“ – голямо изследване на всички технологии за балистични ракети. Слез завършване на проекта става мениджър на няколко модерни концептуални изследвания, а след това се присъединява към Северноамериканското космическо подразделение, където участва в програмата „Аполо“ в общите и в класифицираните проучвания на операциите.
В сътрудничество с Ръсел Кърк и Стефан Т. Посини е автор на многобройни изследвания и публикации в областта на аеронавтиката. Съвместната им книга „Стратегията на технологиите“ от 1970 г. става учебник в Академията на САЩ и два национални военни колежа.
През ноември 1980 г. става председател на комисията за изготвяне на политиката в областта на космоса и отбраната. По-късно тази комисия разработва стратегия за стратегическа отбрана, наречена популярно „Междузвездни войни“.
От 1982 г. много години пише като колумнист за компютърното списание „Байт“ (печатно издание и електронно издание). От 1998 г. до смъртта си поддържа своя собствена интернет страница и блог.
От самото начало работата си на писател се съсредоточава върху силни военни теми. Първият му роман „Red Heroin“ от поредицата „Пол Крейн“ е публикуван през 1965 г. под псевдонима Уейд Къртис.
Прави успешен дебют под собственото си име с романа „A Spaceship for the King“, който удостоен с наградата „Джон У. Камбъл“ за най-добър първи роман.
В следващите години активно си сътрудничи с писателя Лари Нивън по създаването на общи романи и поредици. Първият им роман „Прашинка в Божието око“ от поредицата „Сламкарите“ става бестселър и го прави известен. Романът разглежда проблема на срещата на човечеството с извънземни цивилизации.
През 1973 г. е президент на Асоциацията на писатели на научната фантастика и фентъзи на САЩ.
През 2008 г. се излекува успешно от мозъчен тумор. На 16 декември 2014 г. претърпява инсулт и известно време е на лечение. Джери Пурнел умира от инфаркт на 8 септември 2017 г. в Студио Сити, Лос Анджелис.
През 2010 г. дъщеря му Дженифър Рурълъл, професор по археология, публикува роман-продължение на поредицата „Сламкарите“.

## Произведения

### Самостоятелни романи
- Birth of Fire (1976)
- Lucifer's Hammer (1977) – с Лари Нивън
- Oath of Fealty (1981) – с Лари Нивън
- Footfall (1985) – с Лари Нивън
- Fallen Angels (1991) – с Майкъл Флин и Лари Нивън, награда „Прометеус“

### Серия „Пол Крейн“ (Paul Crane) – като Уейд Къртис
1. Red Heroin (1965)
2. Red Dragon (1970)

### Серия „CoDominium“ (CoDominium)
1. A Spaceship for the King (1973) – издаден и като „King David's Spaceship“, награда „Джон У. Камбъл“ за най-добър дебют
2. West of Honor (1976)
3. The Mercenary (1977)

### Серия „Сламкарите“ (Moties) – с Лари Нивън
1. The Mote in God's Eye (1974)
Прашинка в Божието око, изд.: ИК „Бард“, София (2000), прев. Крум Бъчваров
2. The Gripping Hand (1993) – издаден и като „The Moat Around Murcheson's Eye“

серията е продължена от дъщеря му Дж. Р. Пурнел

### Серия „Ад“ (Inferno) – с Лари Нивън
1. Inferno (1976)
2. Escape from Hell (2009)

Серия „Лори Джо Хансен“ (Laurie Jo Hansen)
High Justice (1977)
Exiles to Glory (1978)

### Серия „Еничарите“ (Janissaries)
1. Janissaries (1979)
2. Clan and Crown (1982) – с Роланд Дж. Грийн
3. Storms of Victory (1987) – с Роланд Дж. Грийн

### Серия „Легионът на Фалкенберг“ (Falkenberg's Legion)
1. Prince of Mercenaries (1989)
2. Falkenberg's Legion (1990)
3. Go Tell the Spartans (1991) – със С. М. Стърлинг
4. Prince of Sparta (1993) – със С. М. Стърлинг

### Серия „Херот“ (Heorot) – съсСтивън Барнси Лари Нивън
1. The Legacy of Heorot (1987)
2. The Dragons of Heorot (1995) – издаден и като „Beowulf's Children“
3. The Secret of Black Ship Island (2012)

### Серия „Златният път“ (Golden Road) – с Лари Нивън
1. The Burning City (2000)
2. Burning Tower (2005)

### Общи серии с други писатели

#### Серия „Планетата на маймуните“ (Planet of the Apes)
- Escape from the Planet of the Apes (1973)

от серията има още 17 романа от различни автори

#### Серия „Свят на войни“ (War World)
- The Burning Eye (1988) – с Джон Ф. Кар
- Death's Head Rebellion (1990) – с Джон Ф. Кар
- Sauron Dominion (1991) – с Джон Ф. Кар
- Invasion (1994)
- Codominium (1992) – с Джон Ф. Кар

от серията има още 9 романа от различни автори

#### Серия „Юпитер“ (Jupiter)
1. Higher Education (1996) – с Чарлз Шефилд
5. Starswarm (1998)
от серията има още 4 романа от различни автори

### Документалистика
- That Buck Rogers Stuff (1977)
- Step Farther Out (1979)
- The User's Guide to Small Computers (1984)
- Mutual Assured Survival (1984) – с Дийн Йънг
- Adventures in Microland (Pournelle Users Guide, No 11) (1985)
- Guide to Disc Operating System and Easy Computing (1989)
- Pournelle's PC Communications Bible (1992) – с Майкъл Банкс
- Windows with an Attitude (1993)
- PC Hardware: The Definitive Guide (2003)
- 1001 Computer Words You Need to Know (2004)